# Talapampa
Talapampa es una localidad argentina de la provincia de Salta, dentro del Departamento La Viña. La población nació a comienzos del siglo XX, cuando se realizó el trazado del Ramal C13 del Ferrocarril Belgrano. 
Muy cerca de allí pasa el Río Guachipas, que finaliza su recorrido a pocos kilómetros en el Embalse de Cabra Corral. Hacia el oeste se encuentran las sierras de León Muerto y también desde la localidad se puede divisar el Cerro Áspero de unos 3.127 metros sobre el nivel del mar.

## Población
Contaba con 325 habitantes (Indec, 2001), en el censo anterior había sido denominada como población rural dispersa.

## Defensa Civil

### Sismicidad
La sismicidad del área de Salta es frecuente y de intensidad baja, y un silencio sísmico de terremotos medios a graves cada 40 años.
- Sismo de 1930: aunque dicha actividad geológica catastrófica, ocurre desde épocas prehistóricas, el terremoto del 24 de diciembre de 1930 (94 años),[3] señaló un hito importante dentro de la historia de eventos sísmicos salteños, con 6,4 Richter. Pero nada cambió extremando cuidados y/o restringiendo códigos de construcción.[2]
- Sismo de 1948: el 25 de agosto de 1948 (76 años) con 7,0 Richter, el cual destruyó edificaciones y abrió numerosas grietas en inmensas zonas[3][2]
- Sismo de 2010: el 27 de febrero de 2010 (15 años) con 6,1 Richter